# Renealmia foliifera
Renealmia foliifera là một loài thực vật có hoa trong họ Gừng. Loài này được Standl. miêu tả khoa học đầu tiên năm 1940.